# Gerhard von Malberg
Gerhard von Malberg (né vers 1200, mort 26 novembre 1246) est le sixième grand maître de l'ordre Teutonique (1240-1244). Contraint de démissionner, il rejoint ensuite l'ordre des Templiers.

## Biographie
Von Malberg est originaire de ce qui est maintenant la Rhénanie-Palatinat. Son père, Théodoric von Aere, est margrave, et a épousé Agnes von Malberg dont il prend le nom de famille et le château. Gerhard n'a pas l'intention d'entrer dans les ordres. Il est marié et a deux fils, Thédoric et Otto.
À la mort de sa femme, il se rend en Outremer, où ses parents sont membres de l'ordre du Temple. Il rejoint les chevaliers teutoniques à Acre en 1217 et devient commandeur de Toron en 1227. En 1240, il devient le grand maréchal de l'ordre à Acre. Durant la sixième croisade, sa position dans le royaume de Jérusalem et ses relations avec les Templiers lui valent les foudres du grand maître, Hermann von Salza. L'empereur romain germanique Frédéric II et von Salza soutiennent les agissements des chevaliers teutoniques en Prusse, tandis que von Malberg préfère concentrer son action en Terre sainte.
Après la mort de Conrad de Thuringe en 1240, von Malberg est élu grand maître. Il bénéficie pour cela du soutien très appuyé du pape Innocent IV qui souhaite renforcer les liens avec le Moyen-Orient. Au printemps 1242, les Chevaliers teutoniques affrontent les Prussiens et les Russes, mais sont battus à la bataille du lac Peïpous. Après cette défaite, une tension s'installe peu à peu. Les forces teutoniques sont dispersées sur différents champs de bataille, en Prusse, en Livonie et en Terre sainte. Von Malberg est de plus en plus contesté. Les dignitaires de l'ordre organisent un chapitre général et demandent sa démission. Le grand maître fait appel au pape, mais une commission pontificale révèle son manque de leadership. En compagnie de certains de ses partisans, il est autorisé à quitter l'ordre Teutonique et à rejoindre les Templiers.

## Sources
- (en) Cet article est partiellement ou en totalité issu de l’article de Wikipédia en anglais intitulé « Gerhard von Malberg » (voir la liste des auteurs).